# World Games 1985
| Medaillenspiegel – Offizielle Sportarten | Medaillenspiegel – Offizielle Sportarten | Medaillenspiegel – Offizielle Sportarten | Medaillenspiegel – Offizielle Sportarten | Medaillenspiegel – Offizielle Sportarten | Medaillenspiegel – Offizielle Sportarten |
| Platz                                    | Land                                     | G                                        | S                                        | B                                        | Gesamt                                   |
| ---------------------------------------- | ---------------------------------------- | ---------------------------------------- | ---------------------------------------- | ---------------------------------------- | ---------------------------------------- |
| 01                                       | Italien                                  | 27                                       | 29                                       | 22                                       | 78                                       |
| 02                                       | Vereinigte Staaten                       | 18                                       | 16                                       | 18                                       | 52                                       |
| 03                                       | Spanien                                  | 15                                       | 11                                       | 5                                        | 31                                       |
| 04                                       | BR Deutschland                           | 13                                       | 12                                       | 16                                       | 41                                       |
| 05                                       | Schweden                                 | 12                                       | 8                                        | 5                                        | 25                                       |
| 06                                       | Vereinigtes Königreich                   | 11                                       | 11                                       | 21                                       | 43                                       |
| 07                                       | Frankreich                               | 7                                        | 11                                       | 13                                       | 31                                       |
| 08                                       | Südkorea                                 | 7                                        | —                                        | 1                                        | 8                                        |
| 09                                       | Spanien                                  | 5                                        | 1                                        | 3                                        | 9                                        |
| 10                                       | Japan                                    | 5                                        | 1                                        | 2                                        | 8                                        |
| Vollständiger Medaillenspiegel           |                                          |                                          |                                          |                                          |                                          |

Die 2. World Games 1985 fanden in der Zeit vom 25. Juli bis zum 4. August 1985 in London statt. Es nahmen 1227 Athleten in 21 Sportarten teil.

## Wettkampfstätten
Die meisten Anlagen befanden sich im Londoner Stadtgebiet. Insgesamt gab es neun verschiedene Wettkampfstätten.
- Wembley Arena und Wembley Conference Centre: Eröffnungsfeier, Bodybuilding und Kraftdreikampf
- Crystal Palace National Sports Centre: Flossenschwimmen, Karate, Korfball, Netball, Rettungssport, Rollsport, Sambo, Taekwondo und Trampolinturnen
- Copthall Stadium: Boule, Casting, Faustball, Softball und Tauziehen
- Wimbledon Stadium: Motorradsport
- The David Lloyd Racquet Centre: Racquetball
- Princes Club Bedfont: Wasserski
- Stevenage Bowling Center in Stevenage: Bowling
- Tolmers Scout Camp in Cuffey in der Grafschaft Hertfordshire: Feldbogenschießen

## Sportarten
Es wurden 114 Wettbewerbe in den 20 offiziellen Sportarten und zwei Wettbewerbe in einer Einladungssportart ausgetragen. Gegenüber der World Games 1981 nahmen die Sportarten Baseball und Badminton nicht mehr an der Veranstaltung teil. Gleichzeitig wurden sechs neue offizielle Sportarten in der Veranstaltung aufgenommen (Boule, Feldbogenschießen, Korfball, Netball, Rettungssport und Sambo).

### Offizielle Sportarten
- Bodybuilding
- Boule (Pétanque)
- Bowling
- Casting
- Faustball
- Feldbogenschießen
- Flossenschwimmen
- Karate (Kata und Kumite)
- Kraftdreikampf
- Korfball
- Netball
- Racquetball
- Rettungssport
- Rollsport (Inline-Speedskating, Rollhockey und Rollkunstlauf)
- Softball
- Sambo
- Taekwondo
- Tauziehen
- Trampolinturnen inkl. Tumbling
- Wasserski

### Einladungssportarten
- Motorradsport (Motocross und Speedway)